# Vall de l'Alberche
Vall de l'Alberche, també coneguda com a Vall d'Alberche - Tierra de Pinares o Comarca Burgohondo-Cebreros-El Tiemblo, és una comarca de la província d'Àvila, que limita al nord amb la Comarca d'Àvila (Vall d'Amblés-Serra d'Àvila), al sud amb la Comarca de la vall del Tiétar, a l'oest amb la Comarca d'El Barco de Ávila-Piedrahíta i a l'est amb la Sierra Oeste de Madrid. La capital de la comarca és Cebreros.

## Municipis que la formen
- Cebreros
- Peguerinos
- Las Navas del Marqués
- El Tiemblo
- El Barraco
- San Bartolomé de Pinares
- El Hoyo de Pinares
- Navalperal de Pinares
- Santa Cruz de Pinares
- Navalmoral
- San Juan de la Nava
- Burgohondo
- Navarredondilla
- Navaluenga
- San Juan de Molinillo
- Navatalgordo
- Navalacruz
- Navaquesera
- Navarrevisca
- Navalosa
- Serranillos
- Hoyocasero